# Vicente Sotto
Vicente Yap Sotto (Cebu, 18 aprile 1877 – Manila, 28 maggio 1950) è stato un politico, giornalista e scrittore filippino.
Nativo della città di Cebu, svolse la professione di giornalista e scrittore tra la fine del XIX e gli inizi del XX secolo. Nel 1902 entrò nello scenario politico del paese ricoprendo dapprima alcune posizioni locali e nel 1922 fu eletto membro della Camera dei rappresentanti in rappresentanza del secondo distretto della provincia di Cebu. Nell'ultima parte della sua vita si candidò al Senato, venendo eletto nel 1946 e ricoprendo la carica di Presidente della Commissione di Finanza sino alla sua morte avvenuta nel 1950.
Al di fuori della politica è considerato il "padre della lingua cebuana" per via delle sue numerose pubblicazioni in ambito letterario e giornalistico. È il capostipite della famiglia Sotto, nota nello scenario politico e televisivo del paese.

## Biografia
Nacque nella città di Cebu il 18 aprile 1877 da Marcelino Sotto e Pascuala Yap, quest'ultima di etnia sinofilippina. Terminò la propria educazione secondaria presso l'Università di San Carlos (ai tempi nota come Colegio de San Carlos) di Cebu ed ottenne un baccellierato in diritto e scienze giuridiche nel 1907.

## Tributi
Nell'aprile 2012, in occasione del 135º anniversario della sua nascita, il governo locale di Cebu riconobbe la sua famiglia tra le settantacinque più rilevanti della città, citando i suoi contributi in ambito letterario e politico.